# Bäckaskog
Bäckaskog è una località (tätort in svedese) del comune di Kristianstad (contea di Scania, Svezia), situata tra i laghi Ivö e Oppmanna, con 293 abitanti nel 2010.
Il villaggio è cresciuto attorno al castello e monastero dei Canonici Regolari Premostratensi. Il monastero fu costruito agli inizi del XIV secolo e qui si trasferirono i monaci dopo la distruzione di quello presente a Vä.
Con la Riforma Protestante danese, il monastero fu adibito a castello e consegnato ai nobili danesi appartenenti alle famiglie Ulfstand, Brahe, Bille, Parsberg ed infine alla famiglia Ramel della Scania. Il castello fu anche di proprietà del re svedese Carlo XV e del principe ereditario Federico di Danimarca tra il 1885 e il 1900.
Inoltre, sempre in questo castello, si firmò nel 1805 il trattato tra Inghilterra e Svezia, con il quale la Svezia si univa alla guerra contro Napoleone.
Bäckaskog è collegata alle vicine città di Sölvesborg e Kristianstad con la strada E22. È presente anche una stazione ferroviaria, servendo anche il vicino castello di Trolle-Ljungby lungo il percorso Sölvesborg-Kristianstad.